# Sydafrikas Billie Jean King Cup-lag
Sydafrikas Billie Jean King Cup-lag representerar Sydafrika i tennisturneringen Billie Jean King Cup, och kontrolleras av Sydafrikas tennisförbund. 

## Historik
Sydafrika deltog första gången premiäråret 1963. Laget vann turneringen 1972 men åkte på stryk i finalen 1973.